# Ataque a Bélgorod del 30 de diciembre de 2023
El ataque a Bélgorod fue un ataque aéreo llevado a cabo por las Fuerzas Armadas de Ucrania el 30 de diciembre de 2023, durante la invasión rusa de Ucrania, contra la ciudad de Bélgorod en Rusia. En el ataque murieron veinticinco personas, incluidos cinco niños, y al menos otras ciento once resultaron heridas. Rusia también informó que habían derribado treinta y un drones en otras ciudades rusas ese mismo día.
El ataque ocurrió un día después de que Rusia atacara varias ciudades de Ucrania. El Ministerio de Defensa de Rusia calificó el bombardeo como un «ataque terrorista» que «no quedará impune». En los días siguientes Rusia lanzó 49 drones contra diversos objetivos ucranianos en represalia.
Se trata del mayor número de civiles rusos muertos en un único ataque desde el comienzo de la guerra el 24 de febrero de 2022.

## Ataque
La ciudad de Bélgorod, se encuentra situada a unos 40 kilómetros de la frontera con Ucrania y a unos 600 kilómetros de la capital rusa, Moscú, y ha servido como una importante base para que las fuerzas rusas lancen ataques hacia Ucrania. El ataque se produjo a plena luz del día, en plena hora punta y según el Ministerio de Defensa de Rusia se utilizaron cohetes Vampire de fabricación checa y misiles Olkha equipados con ojivas con municiones de racimo, también afirmaron que el ataque se llevó a cabo con un lanzacohetes múltiple situado en el óblast de Járkov. Entre los lugares atacados se encontraban una pista de patinaje sobre hielo ubicada en la Plaza de la Catedral de la ciudad, un centro comercial, un centro deportivo y una universidad.
De acuerdo con las autoridades rusas en el ataque habrían muerto, 21 personas, entre ellas tres niños, mientras que 110 personaso 111 según otras fuentes, entre ellas 17 niños, resultaron heridas. Viacheslav Gladkov, gobernador del óblast de Bélgorod, dijo que tres niños se encontraban entre los muertos y que una zona residencial en el centro de la ciudad había sido atacada.
El Ministerio de Defensa ruso dijo que, el viernes 29 de diciembre, sus unidades antiaéreas habían destruido trece cohetes ucranianos sobre el óblast de Bélgorod y que al día siguiente, 30 de diciembre, otros treinta y dos drones ucranianos fueron derribados sobre los óblasts de Moscú, Briansk, Oriol y Kursk. También afirmaron que dos personas, entre ellas un niño de nueve años, murieron y otras cuatro personas resultaron heridas en distintos bombardeos en los óblast de Briansk y Bélgorod.

## Autoría
Una fuente de los servicios de seguridad ucranianos dijo a la BBC que sus fuerzas habían lanzado más de setenta drones contra objetivos militares rusos en «respuesta a los ataques terroristas de Rusia contra ciudades y civiles ucranianos», y atribuyó lo ocurrido en la ciudad de Bélgorov  al «trabajo incompetente de la defensa aérea rusa», lo que provocó la caída de fragmentos de los misiles derribados.
Aunque Ucrania no reivindicó de forma explícita el ataque, en su discurso nocturno del viernes, el presidente ucraniano, Volodímir Zelenski, dijo que su país continuaría «trabajando para hacer retroceder la guerra» a «donde vino: a Rusia». Mientras que Andriy Yermak, jefe de la oficina del presidente ucraniano, escribió el sábado en sus redes sociales que «Siempre habrá una respuesta para todos los crímenes».

## Reacciones
El Kremlin dijo que el presidente ruso Vladímir Putin había sido informado sobre los ataques y que el ministro de salud, Mijaíl Murashko, se uniría a un equipo de trabajadores de emergencia en Bélgorod.
En una reunión de emergencia del Consejo de Seguridad de Naciones Unidas, el embajador ruso Vasili Nebenzia calificó lo ocurrido como un «ataque terrorista», a lo que Ucrania y sus aliados occidentales respondieron culpando a Putin de iniciar la guerra «Si Rusia quiere culpar a alguien por las muertes de rusos en esta guerra, debería comenzar con el presidente Putin». El subsecretario general de la ONU, Mohamed Khiari, dijo que «condenó inequívocamente» tanto los ataques a Ucrania el 29 de diciembre como el ataque a Bélgorod y dijo que los ataques contra civiles e infraestructura civil «violan el derecho internacional humanitario, son inaceptables y deben terminar ahora».
El Ministerio de Defensa ruso dijo en un comunicado que el ataque «no quedará impune» y que seguirían atacando sólo «instalaciones e infraestructuras militares directamente relacionadas con ellas». La portavoz del Ministerio de Asuntos Exteriores, María Zajárova, dijo a la agencia de noticias rusa TASS que el Reino Unido y Estados Unidos eran culpables del «ataque terrorista» llevado a cabo contra Bélgorod porque «incitan al régimen de Kiev a llevar a cabo acciones terroristas». También acusó de responsabilidad a los países de la Unión Europea que suministran armas a Ucrania.

## Consecuencias
Al día siguiente, 31 de diciembre, siete personas murieron en ataques aéreos contra los óblast ucranianos de Donetsk, Jersón, Chernígov y Zaporiyia  y veintiséis personas resultaron heridas en un ataque con misiles contra Járkov, en lo que parece ser una serie de ataques de represalia por el bombardeo de Bélgorod.
El Ministerio de Defensa ruso también afirmó que «un ataque con misiles contra el antiguo Hotel Palacio de Járkov» había matado a «representantes de la Inteligencia de Defensa de Ucrania y de las Fuerzas Armadas de Ucrania directamente involucrados en la planificación y ejecución» del ataque contra Bélgorod. También afirmó que el ataque al «edificio del Servicio de Seguridad de Ucrania (SBU) en el óblast de Járkov y al punto de despliegue temporal del Sector Derecho, que describió como un «grupo nacionalista», había matado a «personal del SBU, mercenarios extranjeros y combatientes de la unidad Kraken», a quienes acusó de «acciones subversivas en territorio ruso». La inteligencia ucraniana desestimó las alegaciones rusas, afirmando que eran «los engaños enfermizos del régimen terrorista».
El jueves 4 de enero, el gobernador del óblast de Bélgorov, Viacheslav Gladkov, informó que las defensas antiaéreas rusas habían derribado diez drones ucranianos mientras se dirigían a la ciudad de Bélgorod. Según dijo dos personas habían resultado heridas por metralla y había daños en una zona residencial de la ciudad. Ese mismo día el Ministerio de Defensa ruso informó que la defensa aérea había interceptado treinta y seis drones sobre la península de Crimea, si bien no dio datos sobre víctimas o daños materiales.
El 5 de enero de 2024, el gobernador de la provincia de Bélgorod, Gladkov, dijo que varias familias compuestas por al menos 100 personas fueron evacuadas de la ciudad de Bélgorod a Stari Oskol, Gubkin y al Raión de Korocha debido a los ataques. El 8 de enero, el número de evacuados alcanzó la cifra de 300, mientras que se solicitaron el traslado de 1300 niños a campos escolares en otras partes de Rusia. Las misas de medianoche por la Navidad ortodoxa previstas para el 6 de enero también fueron canceladas debido a los ataques.